# شاپرکان جغدی
شاپرکان جغدی (نام علمی: Noctuidae) نام یک تیره از بالاخانواده جغدی‌واران است.
این خانواده با بیش از ۲۵ هزار گونه از بزرگترین خانواده‌های راسته پولک‌بالان به‌شمار می‌آید. در میان پولک‌بالان حدود ۶ هزار گونه از لحاظ اقتصادی مهم شمرده شده‌اند که تقریباً یک چهارم این گونه‌ها متعلق به خانواده شاپرکان جغدی هستند.
ویژگی مشترک اعضای این خانواده داشتن قلابچه (clasper) قرارگرفته در میانه کفه (valve) و غدد تولید تار دارای شیارهای پشتی در لاروهاست.